# 北辰街道 (绥化市)
北辰街道是中华人民共和国黑龙江省绥化市北林区下辖的一个街道办事处。

## 行政区划
北辰街道下辖以下村级行政区划单位：
新华社区、前进社区、红星社区和金盾社区。